# Паралелна комуникация
Паралелната комуникация е вид комуникационна връзка, при която данните се предават едновременно по няколко паралелни линии или канала. Това позволява по-бърза комуникация, защото повече информация може да бъде предадена в един и същи период от време. Обикновено се използва между различни компоненти или устройства.